# Área de contato
Em tribologia, a expressão área de contato ou superfície de contato é inespecífica e requer terminologia complementar para ser definida precisamente. Seu uso deve ser evitado. Existem dois tipos de “áreas de contato” diferentes: área real de contato e área aparente (ou nominal) de contato.

## Área de contato aparente
É a área de contato entre duas superfícies sólidas definida pelos limites da interface macroscópica entre elas. Em alguns casos é entendida como a área média que contém as marcas de desgaste devidas ao contato entre as superfícies. A área nominal de contato calculada com as equações de Hertz para o contato elástico entre superfícies não conformes é chamada de área Hertziana de contato.

## Área de contato real
É a soma das áreas de contato locais entre as asperezas de duas superfícies sólidas em contato. Essas pequenas regiões de contato são os únicos locais nos quais ocorre qualquer tipo de interação entre as superfícies, tal como a aplicação da força interfacial entre os corpos. O aumento da força normal de contato faz a área real de contato crescer. Normalmente a área de contato real é ordens de grandeza menor que a área de contato aparente.

## Química
Na química pode ser aplicada no estudo de uma reação amplificada, principalmente a sua velocidade, que irá depender dentre outros fatores da superfície de contato.
A superfície de contato é um fator que influencia na rapidez de uma reação química. Nos Sólidos, as reações químicas começam na superfície externa para depois alcançarem seu interior. A superfície externa é a que propicia o contato direto entre os reagentes.
Quando partimos um sólido ao meio, além de toda a superfície externa, a região interna que ficou exposta depois da divisão também entrará em contato com os reagentes. Nesse caso, dizemos que houve um aumento da superfície de contato do material, ou seja, houve um aumento da região em que os reagentes vão entrar em contato. Consequentemente, mais rápida será a reação com os demais reagentes.
Esse caso pode ser observado ao ser colocado um efervescente triturado e um normal na água, o efervescente triturado terá sua superfície de contato inúmeras vezes aumentada, ocasionando uma aceleração muito grande na reação.